# Glorimontana flaveola
Glorimontana flaveola är en stekelart som beskrevs av Boucek 1988. Glorimontana flaveola ingår i släktet Glorimontana och familjen puppglanssteklar. Inga underarter finns listade i Catalogue of Life.